# Neuhofen an der Krems
Neuhofen an der Krems – gmina targowa w Austrii, w kraju związkowym Górna Austria, w powiecie Linz-Land. Według Austriackiego Urzędu Statystycznego liczyła 5926 mieszkańców (1 stycznia 2015).